# Eupselia
Eupselia is een geslacht van vlinders van de familie sikkelmotten (Oecophoridae), uit de onderfamilie Hypertrophinae.

## Soorten
- E. anommata Turner, 1898
- E. aristonica Meyrick, 1880
- E. axiepaena Turner, 1947
- E. beltera Turner, 1947
- E. callidyas Meyrick, 1915
- E. carpocapsella (Walker, 1864)
- E. holoxantha Lower, 1894
- E. hypsichora Meyrick, 1906
- E. iridozona Lower, 1899
- E. isacta Meyrick, 1910
- E. leucaspis Meyrick, 1906
- E. melanostrepta Meyrick, 1880
- E. metabola Turner, 1947
- E. philomorpha Lower, 1901
- E. satrapella Meyrick, 1880
- E. syncapna Meyrick, 1920
- E. theorella Meyrick, 1880
- E. tristephana Meyrick, 1915
- E. trithrona Meyrick, 1906